# Hammersbecker Wiesen
Die Hammersbecker Wiesen sind ein Naturschutzgebiet im Ortsteil Aumund-Hammersbeck des Stadtteils Vegesack der Stadtgemeinde Bremen.

## Allgemeines
Das Naturschutzgebiet ist 25,8 Hektar groß. Es grenzt im Nordwesten und Südwesten an als Landschaftsschutzgebiet ausgewiesene Grünlandbereiche (Teilgebiete „Talraum der Beckedorfer Beeke nördlich und westlich Hammersbecker Wiesen“) und im Norden an das niedersächsische Landschaftsschutzgebiet „Bremer Schweiz“. Das Gebiet ist im Naturschutzbuch der Stadtgemeinde Bremen unter der Nummer 6 eingetragen. Das Gebiet steht seit dem 22. Juli 1986 unter Naturschutz. Es war zunächst 27,2 Hektar groß und wurde im März 2014 auf seine heutige Größe angepasst. Zuständige Naturschutzbehörde ist der Senator für Umwelt, Bau und Verkehr.

## Beschreibung
Das Schutzgebiet liegt in der Vegesacker Geest und grenzt im Norden an die Landesgrenze zu Niedersachsen. Im Naturschutzgebiet finden sich durch Hecken und Bäume gegliedertes, artenreiches Feucht- und Nassgrünland mit Röhrichten und Hochstaudenfluren. Das Naturschutzgebiet wird von der Beckedorfer Beeke als naturnahen Geestbach durchflossen und liegt in dessen Auebereich. Im Süden liegt die Pottkuhle, eine ehemalige Tonkuhle. Sie ist von Erlen- und Weidengebüschen umgeben.
Das Grünland wird teilweise extensiv mit Angusrindern beweidet. Die Hecken werden von Schlehdorn, Brombeere, Holunder, Weißdorn und Hundsrosen gebildet. Zu ihnen gesellen sich Efeu, Hopfen und Geißblatt. Daneben stocken Stieleiche, Hainbuche, Erlen und Weiden. In der Krautschicht der Gehölze siedeln Schlüsselblume, Hahnenfuß, Moschuskraut, Buschwindröschen, Große Sternmiere und Feldhainsimse. Auf den Feuchtwiesen siedeln Sumpfdotterblume, Kuckuckslichtnelke, Schwertlilie, Sumpfvergissmeinnicht, Großer und Kleiner Klappertopf, Bachbunge, Kriechender Günsel und verschiedene Seggen und Binsen, darunter Zweizeilige Segge, Blasensegge und Fadenbinse sowie die Traubige Trespe. Die Hammersbecker Wiesen beherbergen verschiedene Orchideenarten, darunter das größte Vorkommen des Breitblättrigen Knabenkrautes in Bremen. Auf höhergelegenen, weniger feuchten Standorten siedeln z. B. Wiesenschaumkraut, Kriechender und Scharfer Hahnenfuß und Wiesenklee. In Sümpfen siedeln Seggenriede, Röhriger Wasserfenchel und verschiedene Gräser, darunter der Flutende Schwaden. Bei einer Biotopkartierung im Jahr 2012 wurden 270 Pflanzenarten nachgewiesen.
Das Naturschutzgebiet ist Lebensraum verschiedener Käfer und Schwebfliegen. Zahlreiche Singvögel sind hier heimisch, darunter z. B. Mönchsgrasmücke, Zaunkönig und Heckenbraunelle. Das Gebiet hat auch eine Bedeutung für Wiesenvögel. Sümpfe und Gewässer sind Lebensraum verschiedener Amphibien. Grasfrosch und Erdkröte kommen in großen Populationen vor.
Das Gebiet ist nicht zugänglich, kann aber von angrenzenden, öffentlichen Straße aus eingesehen werden.